# Nosodendron tiomanense
Nosodendron tiomanense is een keversoort uit de familie van de boomsapkevers (Nosodendridae). De wetenschappelijke naam van de soort is voor het eerst geldig gepubliceerd in 2006 door Jiří Háva.